# بيتر ك. مايرز
بيتر ك. مايرز (بالإنجليزية: Peter C. Myers)‏ هو سياسي أمريكي، ولد في 4 يناير 1931، وتوفي في 26 نوفمبر 2012 في الولايات المتحدة. حزبياً، نشط في الحزب الجمهوري. وقد انتخب عضو مجلس نواب ولاية ميسوري.